# Чейс (округ, Канзас)
Чейс (англ. Chase County) — округ в штате Канзас, США. Официально образован 11 февраля 1859 года. По состоянию на 2010 год, численность населения составляла 2 790 человек.

## География
По данным Бюро переписи США, общая площадь округа равняется 2 015,022 км2, из которых 2 002,072 км2 суша и 12,173 км2 или 0,600 % это водоёмы.

## Население
По данным переписи населения 2000 года в округе проживает 3 030 жителей в составе 1 246 домашних хозяйств и 817 семей. Плотность населения составляет 2,00 человека на км2. На территории округа насчитывается 1 529 жилых строений, при плотности застройки около 1,00-го строения на км2. Расовый состав населения: белые — 96,90 %, афроамериканцы — 1,02 %, коренные американцы (индейцы) — 0,56 %, азиаты — 0,13 %, гавайцы — 0,00 %, представители других рас — 0,56 %, представители двух или более рас — 0,83 %. Испаноязычные составляли 1,75 % населения независимо от расы.
В составе 28,30 % из общего числа домашних хозяйств проживают дети в возрасте до 18 лет, 54,60 % домашних хозяйств представляют собой супружеские пары проживающие вместе, 7,60 % домашних хозяйств представляют собой одиноких женщин без супруга, 34,40 % домашних хозяйств не имеют отношения к семьям, 31,10 % домашних хозяйств состоят из одного человека, 14,90 % домашних хозяйств состоят из престарелых (65 лет и старше), проживающих в одиночестве. Средний размер домашнего хозяйства составляет 2,34 человека, и средний размер семьи 2,92 человека.
Возрастной состав округа: 24,10 % моложе 18 лет, 6,50 % от 18 до 24, 26,60 % от 25 до 44, 24,10 % от 45 до 64 и 24,10 % от 65 и старше. Средний возраст жителя округа 40 лет. На каждые 100 женщин приходится 103,90 мужчин. На каждые 100 женщин старше 18 лет приходится 99,40 мужчин.
Средний доход на домохозяйство в округе составлял 32 656 USD, на семью — 39 848 USD. Среднестатистический заработок мужчины был 27 402 USD против 21 528 USD для женщины. Доход на душу населения составлял 17 422 USD. Около 4,10 % семей и 8,60 % общего населения находились ниже черты бедности, в том числе — 10,00 % молодежи (тех, кому ещё не исполнилось 18 лет) и 6,30 % тех, кому было уже больше 65 лет.